# Mega Man X4
Mega Man X4, conocido como Rockman X4 (ロックマンX4 Rokkuman Ekkusu Fō?) en Japón, es el cuarto juego de la serie Mega Man X. Este juego fue lanzado originalmente el 1 de agosto de 1997 en Japón para las consolas Sega Saturn y PlayStation. Fue lanzado en Norteamérica en septiembre de 1997[cita requerida] para ambas consolas, mientras que en Europa fue lanzado solamente para la PlayStation el 13 de octubre de 1997.[cita requerida] La versión para PC fue publicada el 3 de diciembre de 1998 en Japón y en 1999 en Norteamérica y Europa, y se ejecuta en varios sistemas operativos, entre ellos Windows 95 y sus versiones posteriores. También fueron lanzadas dos versiones para teléfonos móviles en Japón, una versión protagonizada por X lanzada el 1 de diciembre de 2011 y otra protagonizada por Zero lanzada el 5 de enero de 2012. Forma parte de Mega Man X Collection para Nintendo GameCube y PlayStation 2.

## Historia
En el año 21XX, tras la tercera derrota de Sigma, dos grandes ejércitos Reploid existen para hacer frente a los Mavericks: Los Maverick Hunters y la Repliforce. Esta última es un estricto régimen militar encabezado por el General y su segundo al mando, Coronel.
Las dos organizaciones colaboraron en varias ocasiones, y durante este tiempo Zero se hizo amigo del Coronel y la hermana de este, Iris. 
Después de esto, una misteriosa figura encapuchada se reúne con el General de la Repliforce para decirle que los Maverick Hunters los han considerado como una amenaza significativa y que deben rebelarse contra los humanos y los Maverick Hunters.
Poco tiempo después, la ciudad aérea Sky Lagoon es atacada y destruida por los Mavericks, haciendo que caiga sobre una ciudad que se encontraba debajo de ella, matando a millones de civiles, seres humanos y Reploids por igual. Debido a que la Repliforce estuvo presente en el área, los Hunters sospechan de ellos y le piden al Coronel que entregue sus armas y que los acompañe para ser interrogado. Al tener un gran orgullo, el Coronel se niega a obedecer y se va con su hermana. El General se siente indignado por las sospechas y comienza un golpe de Estado para construir una nación solo para Reploids. Aunque el General dice que solo desea vivir en paz, sin perjudicar a los humanos, toda la Repliforce es considerada como un grupo de Mavericks, y los Maverick Hunters son enviados a detenerlos, iniciando así una guerra entre ambos grupos. Sin darse cuenta de que detrás de todo hay una misteriosa figura encapuchada que consiguió enfrentar unos contra otros, en un intento por acabar con ambos grupos. 
Durante la batalla, Iris ayuda a Zero, mientras que X es asistido por el novato Double. Después de derrotar a varios miembros de la Repliforce, los Hunters luchan nuevamente con el Coronel y consiguen derrotarlo. La Repliforce fue al espacio para comenzar su nación, y los Hunters van tras su estación espacial. Jugando como Zero, te encuentras con Iris, quien por la muerte de su hermano lucha contra Zero. Jugando como X, se descubre que Double es un espía enviado por la figura encapuchada y debes luchar contra él. 
Los Hunters finalmente llegan con el General, y comienzan a pelear. De repente, el arma en la estación espacial se prepara para destruir la Tierra, y la figura encapuchada se revela como Sigma. Luego de un difícil combate, Sigma es destruido por los Hunters, pero el arma no puede ser detenida por ellos. Finalmente el General se sacrifica para detener el arma, provocando la destrucción de la estación. Sin embargo, Sigma sobrevive en forma de virus en el espacio, y descubre Eurasia mientras intentaba regresar a la Tierra.

## Jugabilidad
La jugabilidad es similar a las anteriores entregas de la serie X, pero con algunos cambios importantes:
- Al comienzo del juego, el jugador puede elegir si jugar como X o como Zero. A diferencia de los futuros juegos en la saga Mega Man X, el jugador no puede cambiar su elección durante el juego (es decir, no puede cambiar al otro personaje).

- Este es el primer juego de la saga donde los personajes tienen conversaciones con el jefe de nivel antes de que la batalla comience, en lugar de que el jefe simplemente ataque cuando el jugador entrar en la sala. Por esta razón, no hay música que se utilice específicamente para acompañar la entrada del jefe, como fue el caso de los tres primeros juegos.

- Es el primer juego de la saga que ofrece la posibilidad de llevar una Ride Armor al combate con un jefe de nivel (como en el área volcánica, al enfrentarte a Magma Dragoon).

- A Zero le fue retirado su Buster, impidiendo realizar ataques a larga distancia.

- Se añadieron 2 nuevos tanques, un Tanque de Armas, el cual recarga la energía de estas, y un Tanque EX, que permite iniciar la misión con 4 vidas en vez de 2. Además, se puso una provisión de energía de gran tamaño, esta recupera toda la vitalidad del jugador.

## Mavericks
Los 8 Mavericks son:
- Web Spider (Araña telaraña): La debilidad de este jefe es "Twin Slash" en caso de X y "Shippuga" en caso de Zero. Una vez derrotado, da el arma "Lightning Web/ Raijingeki".
- Split Mushroom (Champiñón divisor): La debilidad de este jefe es "Lightning Web" en caso de X y "Raijingeki" en caso de Zero. Una vez derrotado, da el arma "Soul body/ Kuenbuu" .
- Cyber Peacock (Cyber Pavo Real): La debilidad de este jefe es "Soul Body" en caso de X y "Ryuenjin" en caso de Zero. Una vez derrotado, da el arma "Aiming laser/ Rakuhohua".
- Storm Owl (Búho de Tormenta): La debilidad de este jefe es "Aiming laser" en caso de X y "Rakuhohua" en caso de Zero. Una vez derrotado, da el arma "Double cyclone/ Tenkhuua".
- Magma Dragoon (Dragón Magma): La debilidad de este jefe es "Double cyclone" en caso de X y "Raijingeki" en caso de Zero. Una vez derrotado, da el arma "Rising fire/ Ryuenjin".
- Frost Walrus (Morsa Helada): La debilidad de este jefe es "Rising fire" en caso de X y "Ryuenjin" en caso de Zero. Una vez derrotado, da el arma "Frost tower/ Hyoretsuzan" .
- Jet Stingray (Manta raya Jet): La debilidad de este jefe es "Frost tower" en caso de X y "Hyoretsuzan" en caso de Zero. Una vez derrotado, da el arma "Ground hunter/ Hienkyaku".
- Slash Beast (Bestia Acuchillar): La debilidad de este jefe es "Ground hunter" en caso de X y "Raijingeki" en caso de Zero. Una vez derrotado, da el arma "Twin Slash/ Shippuga".

## Jefes Finales
- Coronel es el primer jefe de la primera fase final del juego, pero si usas a X, saldrá apenas acabes con 4 Mavericks. Usa el Frost Tower como X o el Hyoretsuzan como Zero.
- Double o Iris ambos son los jefes de la mitad de la segunda fase final del juego. Si usas a X pelearás con Double, usa el X Buster cargado o el Double Cyclone; con Zero pelearas con Iris, usa la Z-Saber y sus técnicas.
- General es el jefe de la segunda fase final del juego, con X usa el Twin Slash o el Buster cargado; con Zero usa la Z-Saber.

- Sigma (fase 1) usa el Rising Fire de X y si usas a Zero usa el Ryuenjin ya que ambas armas es su debilidad.
- Sigma (fase 2) usa el Lightning Web de X o el Buster cargado; y, con Zero usa la Z-Saber y sus técnicas.
- Sigma (Slime) usa el Ground Hunter o el X Buster cargado; y, con Zero usa la Z-Saber y sus técnicas.
- Sigma (Cyborg) usa el Soul Body o el X Buster cargado; y, con Zero usa la Z-Saber y sus técnicas.

## Personajes y actores de voz
| Voz japonesa       | Voz inglesa         | Personaje  |
| ------------------ | ------------------- | ---------- |
| Kentarō Itō        | Ruth Shiraishi      | Mega Man X |
| Ryōtarō Okiayu     | Wayne Doster        | Zero       |
| Mugihito           | Charlie Fontana     | Sigma      |
| Jin Yamanoi        | Matthew Meersbergen | Colonel    |
| Yuko Mizutani      | Michelle Gazepis    | Iris       |
| Ryūzaburō Ōtomo    | Mark Hagan          | General    |
| Yasunori Matsumoto | Jeremy Felton       | Double     |

## Historial de lanzamientos
En 1997, Capcom creó en juego para PlayStation y Sega Saturn, siendo Keiji Inafune que fue productor en vez de creador al momento del desarrollo. Este fue el único videojuego de la saga X en tener secuencias de animación siendo todas ellas producidas por el estudio de animación Xebec. Asimismo, fue el primer juego de la serie en incluir temas de apertura y de cierre, siendo en este caso las canciones 負けない愛がきっとある (Makenai Ai Ga Kitto Aru?   Lit. ciertamente tengo un amor invencible) y One More Chance, ambas interpretadas por Yukie Nakama. Un mes después, salió la versión norteamericana pero debido a problemas con SCEA en aquel entonces, se retrasó el lanzamiento en PlayStation y a finales del '97, solo hubo una versión europea en PlayStation.
Entre 1998 y 1999, fue convertida esta entrega para Windows 95, siendo este juego la tercera conversión para PC pero no se incluyeron las 2 canciones de Nakama debido a problemas de licencia fuera de Japón y entre 2011 y 2012, fue convertida en dicho país para teléfonos móviles, pero fue dividida esta entrega en 2, una por cada personaje.
Ya en 2014, Sony relanza este juego bajo PSOne Classics en PlayStation Network.

## Curiosidades
- En la etapa uno de Sky Lagoon, llegando al final del puente en el que aparece el Maverick gigante llamado Eregion se puede ver un edificio a la distancia, el cual tiene un gran letrero que dice Capcom. Dicho anuncio posee letras luminosas que se encienden y apagan.

- En el nivel de Frost Walrus, al inicio se puede ver a un Maverick congelado de Megaman X3 cuyo nombre es Blizzard Buffalo, posteriormente en un cuarto del mismo nivel cuando peleas con el subjefe aparece otro Maverick congelado llamado Chill Penguin, el cual sale en el primer juego de Megaman X.

- El Maverick de nombre Magma Dragoon es parecido al personaje Akuma de Street Fighter, ya que tiene un rosario colgando en el cuello, muy parecido al de Akuma. También realiza los ataques de Ryu de Street Fighter de manera simultánea solo que de fuego.

- Cuando estas en el nivel de Storm Owl, este aparece de forma similar a Storm Eagle de Megaman X, sus ataques son similares, solo que Storm Owl los hace de manera doble, y el campo de batalla no es tan peligroso.

- Al parecer, Zero puede ser el protagonista de la historia, ya que en la mayoría de las escenas él aparece. En esta entrega Megaman X aparece al final del juego solo cuando el jugador juega con él.

- Zero tiene un Buster en Megaman X3, en Megaman X4 solo utiliza el Sable pero el Buster fue retirado, en X5 y X6 Zero además de tener el Sable vuelve a tener el Buster, pero en X7 y X8 vuelve a tener solo su Sable; esta falta de Buster puede ser un gran impedimento contra varios jefes, en especial Split Mushroom y Cyber Peacock.